# دروپال
دروپال (به انگلیسی: Drupal) سامانه مدیریت محتوایی آزاد و متن‌باز به زبان پی‌اچ‌پی است که برای توسعه برنامه‌های کاربردی مبتنی بر وب و ایجاد بلاگ استفاده شده و تحت مجوز جی‌پی‌ال منتشر شده‌است. از این برنامه برای مدیریت محتوای بیش از ۲/۳ درصد از کل صفحات وب استفاده شده‌است.
تا آوریل ۲۰۱۷ جامعه دروپال از بیش از ۱/۳ میلیون کاربر، شامل ۱۰۶٬۶۵۰ کاربر فعال تشکیل شده و بیش از ۳۷٬۱۰۰ افزونه، ۲٬۴۴۵ قالب برای تغییر ظاهر و ۱٬۱۱۶ توزیع رایگان برای ایجاد یک سیستم مدیریت محتوای دروپالی پیچیده، برای آن ارائه شده‌است. از این سیستم مدیریت محتوا در ایجاد وبلاگ‌های شخصی، وب سایت‌های شرکت‌های تجاری، سیاسی و حتی دولت‌ها نیز استفاده شده‌است. وبگاه کاخ سفید بر روی دروپال نسخه ۷ اجرا می‌شود.
دروپال را می‌توان در سیستم‌عاملهای مختلف نصب نمود. پیش نیازهای نصب این برنامه یک کارگزار وب مانند آپاچی و یک پایگاه داده مانند MySQL می‌باشند. همچنین می‌بایست که پی‌اچ‌پی ۴٫۴٫۰ یا نسخهٔ جدید تر نصب باشد. البته در نسخهٔ ۷ دروپال نسخهٔ پی‌اچ‌پی ۵٫۲ یا بالاتر مورد نیاز است.
نسخه استاندارد دروپال که هسته دروپال شناخته می‌شود، ویژگی‌های پایه معمول یک سیستم مدیریت محتوا را داراست. این ویژگی‌ها مواردی چون ثبت نام کاربری و تعمیر، مدیریت منو، خوراک آراس‌اس، رده‌بندی، شخصی‌سازی ساختار برگه و مدیریت سیستم را شامل می‌شود. هسته دروپال می‌تواند برای یک وبسایت ساده، وبلاگ تکی و گروهی، فروم اینترنتی یا انجمن اینترنتی که محتوای آن توسط کاربران ایجاد می‌شود به کار رود.
نسخه ۸ دروپال در تاریخ ۱۹ نوامبر ۲۰۱۵ با امکانات و ساختار بسیار پایدار و بروز عرضه شد. در این نسخه از دروپال ماژول‌هایی که در دروپال ۷ کاربرد بسیاری داشتند در هسته دروپال ۸ جاگذاری شده‌اند. ماژول ویوز یکی از این ماژول‌های پرکاربرد می‌باشد.

## سایت‌های مطرح
سایت‌های بسیاری در دنیا از سیستم مدیریت محتوای دروپال استفاده می‌کنند. مانند:
- سایت کاخ سفید www.whitehouse.gov
- سایت ناسا www.nasa.gov
- سایت شرکت تسلا www.tesla.com
- سایت جنرال الکتریک www.ge.com
- پایگاه کتاب های درسی (آموزش و پرورش) www.chap.sch.ir
- دانشگاه هاروارد www.harvard.edu
- دانشگاه آکسفورد www.ox.ac.uk
- باکس www.box.com